# Manuel Humbert i Esteve
Manuel Humbert i Esteve (Barcelona, 6 d'agost de 1890 - Cubelles, 1r de febrer de 1975) va ésser un pintor i dibuixant català. Durant gran part de la seva vida visqué entre les ciutats de Barcelona i París, on fou molt apreciat pels seus contemporanis i realitzà un gran nombre d'exposicions. Degut al temps viscut en aquestes dues ciutats, Humbert va relacionar-se amb multitud d'artistes contemporanis a ell, tant nacionals com internacionals, d'entre els quals destaca Modigliani, amb qui va mantenir una forta amistat.

## Biografia
Segon fill viu dels sis que tingueren Florentí Humbert i Carme Esteve, Manuel Humbert va néixer a Barcelona el 6 d'agost de 1890 i va créixer en un ambient culte i liberal. El pare va arribar a ser Cap de Negociat d'Hisenda de l'Ajuntament de Barcelona i mantenia una bona posició econòmica. La mare, qui s'havia separat del seu marit anys abans de la mort d'aquest, el 1908, va néixer a Olot i tenia família francesa: la seva mare, és a dir, l'àvia, vivia a la Costa Blava, on Humbert hi anava a passar els estius i on suposadament inicià una relació d'amistat amb Maurice Chevalier. Va ser batejat a la Catedral de Barcelona l'11 d'agost de 1890 amb el nom de Manuel Just Ramon Josep Humbert i Esteve.

### Estudis i aprenentatge a Barcelona
Després dels estudis de batxillerat, on va acabar l'any 1906, Humbert va iniciar estudis superiors de Dret, on només hi va estar matriculat un any. Ja des de molt jove havia rebut classes de pintura i dibuix de Guillem Pujades, i un cop va deixar la universitat, va seguir la seva formació artística a l'Acadèmia de Francesc d'Assís Galí i Fabra, on només va romandre-hi uns mesos per discrepàncies amb el mestre, i a l'Escola de Belles Arts. Compaginant-ho amb la formació artística i des de 1908, Humbert va treballar a la Secretaria General de la Universitat de Barcelona, on hi va romandre fins finals de 1909. Paral·lelament, des de 1908, realitzà dibuixos per la revista satírica catalana Papitu, el primer dels quals es va publicar en el primer número de gener de 1909. Va ser durant aquesta col·laboració amb la revista que Humbert va entrar en contacte amb les personalitats artístiques i culturals del moment, com Isidre Nonell.

### Primera i segona estada a París
Durant la tardor de l'any 1909 Manuel Humbert va realitzar una estada a París, on va relacionar-se amb artistes com Picasso i Juan Gris, que el van introduir en el món artístic de la ciutat portant-lo a veure l'obra de Cézanne a la galeria d'Ambroise Vollard.
Humbert s'allotjava a la Rue Vavin, molt a prop d'Amedeo Modigliani, amb qui va iniciar una forta amistat que es va perllongar en el temps.
Humbert va tornar a Espanya el 1910, i en el mes de març es trobava a Madrid, on va descobrir el Museu del Prado, el Monestir de l'Escorial i la ciutat de Toledo. Va romandre-hi poc temps, ja que a inicis del 1911 tornava a estar a París, vivint en el mateix carrer que durant la primera estada.

### Retorn a Barcelona
El 1912 Manuel Humbert torna a Barcelona, on obté una plaça a la Secretaria General de la Universitat de Barcelona, això no obstant, no talla les relacions amb l'ambient de París, on hi segueix anant les temporades que la feina li permet. Entre els anys 1912 i 1917 Humbert realitza diverses estades en aquesta ciutat, i entre el 1915 i el 1916 viatja dues vegades a Madrid. L'any 1915 Humbert realitza la seva primera exposició a les Galeries Laietanes, a Barcelona, i un any després, el 1916, participa per primera vegada al Saló de Les Arts i els Artistes, grup amb el que estava vinculat des de feia uns anys.

### Trasllat a París
L'any 1917 Humbert dimiteix del seu càrrec a la Universitat de Barcelona i es trasllada a París, residint a la casa d'un alt funcionari francès que comissariava exposicions a Barcelona. Durant aquest període, Humbert va consolidar la seva amistat amb Picasso i Amedeo Modigliani, i es va relacionar amb Zoborowsky, Soutine i Kisling, freqüentant el taller d'aquest últim, on es pensa que Modigliani va realitzar els seus dos retrats, un d'ells ubicat al Museu d'Art de Melbourne. Entre 1918 i 1919, Manuel Humbert realitza una estada a Barcelona, on aprofita per instal·lar-se una temporada a Arenys de Munt, a casa del seu amic Manolo Hugué. Humbert retorna a Paris l'estiu de 1919 on es queda fins al 1927, alternant amb estades a Barcelona. Durant aquest període, Humbert exposa tant a Barcelona com a París: realitza mostres individuals a la Ciutat Comtal els anys 1918 a les Galeries Laietanes, el 1921 a El Camarín i el 1925 a la Llibreria Catalonia, a més d'aportar obra en exposicions col·lectives i salons oficials. El 1927, Manuel Humbert es casa a París amb Suzanne Cornet, qui havia estat model d'artistes com Clarà o Modigliani, i aquell mateix any traslladen la seva residència a Barcelona definitivament.

### Retorn i vida a Barcelona
La primera exposició que realitza Manuel Humbert a Barcelona després del seu retorn és l'any 1927 a la Sala Parés. Un any després rep l'encàrrec per la decoració mural de la cúpula del Saló de Passos Perduts del Palau Nacional de Montjuïc, fet per l'Exposició Internacional de Barcelona de 1929. L'any 1934, Humbert va guanyar el Premi Nonell de pintura amb l'obra Descans, on entre els finalistes s'hi trobaven artistes com Meifrèn o Sunyer. En aquell mateix any va ser elegit president del Saló de Montjuïc, i forma part de l'equip docent de l'Escola del Paisatge d'Olot. L'any 1936 exposa a l'Acadèmia de Belles Arts de Sabadell. Durant la Guerra Humbert es trasllada algunes temporades a França, on aprofita per realitzar dues exposicions individuals a París. Acabada la Guerra, l'artista retorna a Barcelona, on segueix realitzant mostres individuals en diverses galeries de Barcelona i Madrid, entre les que comptaven la Sala Parés i la Galeria del Cisne. , i participa en la Sala d'Honor del Saló d'Octubre de 1948. L'any 1940 participa a l'exposició de pintors catalans que organitza l'Acadèmia de Belles Arts de Sabadell en aquesta ciutat. Humbert, tot i establir la seva residència definitiva a Barcelona, segueix passant algunes temporades a París, acompanyat de la seva dona Suzanne i de la filla d'aquesta, Gisele, fruit d'un anterior matrimoni.

### Maduresa i mort
En els darrers vint anys de la seva vida, Humbert acumula premis i càrrecs importants. El 1954 guanya el Gran Premi de Pintura a l'Aigua de la Biennal Internacional d'Art de l'Havana amb l'obra Marinero, i sis anys després es publica El Pintor Manuel Humbert, escrit per Rafael Benet i Marçal Olivar i Daydí, coneixedors de la seva carrera i trets biogràfics. El 1969 Humbert és nomenat Acadèmic de la Reial Acadèmia de Belles Arts de Sant Jordi.
Manuel Humbert i Esteve mor l'1 de febrer de 1975 a la residència Edelweis de Cubelles, on va passar els darrers mesos de la seva vida, i reposa al Cementiri de Montjuïc de Barcelona.

## Obra
Rafel Benet al llibre Manuel Humbert, dins la col·lecció Mestres actuals de la pintura i escultura catalanes divideix l'estil de l'artista en tres etapes, exposades a continuació. Això no obstant, totes elles són molt similars degut al seu marcat estil i les influències que rep Humbert de la capital francesa, ciutat a la que hi va constantment, però que mai aconsegueixen eclipsar la base amb la que hi va arribar.
L'obra d'Humbert es caracteritza per dos ítems principals que són constants al llarg de la seva carrera: la claredat i la calma. Les seves pintures no són gens violentes, predominen les figures reposades, els paisatges tranquils, la sensació de calma i serenitat. Humbert mostra les persones que retrata en repòs, assegudes o realitzant moviments lents i pausats, ben al contrari que estava passant en temps similars en l'art de les avantguardes, com per exemple en el Futurisme. Els seus retrats femenins són melancòlics i tenen un cert aire de tristor que aporta tridimensionalitat i profunditat a les figures representades, i el mateix passa amb els paisatges, tot i la vivacitat en la paleta cromàtica que Humbert utilitza. Les obres de Manuel Humbert són d'una gran vivacitat, obtinguda a través d'harmonies delicades i subtils. Segons Rafael Benet, una de les altres constants en l'estil d'Humbert és la falta d'afectació en les seves obres, on sembla que el món s'hagi aturat i que siguin alienes als fets convulsos pels quals està passant el món en aquells moments. Actualment, per exemple, trobem obres d'aquest artista al Museu Nacional d'Art de Catalunya, a la Biblioteca Museu Víctor Balaguer, al Museu Abelló de Mollet del Vallès, al Museu de Badalona, al Museu Municipal de Tossa de Mar, al Museu de l'Empordà, al Museu de Valls, al Museu de Montserrat o al Museu Comarcal de la Garrotxa.

### Primer estil
Benet denomina el primer estil d'Humbert com el Realisme Poètic, que comprèn l'obra d'entre 1913 i 1922. Les obres d'aquest període inicial les considera un equilibri entre vivacitat i malenconia, amb un lleu caràcter irònic. Les seves obres estan marcades per un traç expressiu, forts contrastos entre llum i ombra i una gran suggestió espacial. Com diu Benet, les seves pintures semblen sorgir d'un sentiment, més que d'una temàtica, tret que l'artista desenvoluparà al llarg de la seva carrera.

### Segon estil
Aquest segon estil, batejat per Benet com Objectivitat Mental abasta la producció d'Humbert entre els anys 1922 i 1925-26. En aquest període la llum es converteix en la seva constant, tot i que és present en totes les seves obres. Humbert la introdueix d'una manera excepcional en la seva pintura, i és el que aclapara el màxim protagonisme, segurament influència de la denominada Ciutat de la Llum. Es diferencia del seu període anterior en que en aquest la llum queda integrada dins les figures i els elements, mentre que en un estil inicial es pot apreciar com la llum s'introdueix i il·lumina les diferents parts que componen l'obra.

### Tercer estil
El tercer estil de Manuel Humbert es considera des de l'any 1926 fins a la mort de l'artista l'any 1975, i Benet l'anomena de Visió Directa. Aquest Tercer Estil es caracteritza per l'ús que fa Humbert d'una paleta cromàtica de tons clars amb un abundant ús dels colors terrosos. És en aquest període quan queda definit l'estil d'Humbert, identificable pel volum i el gran cromatisme a base de colors vius, aplicats en la majoria d'obres. Humbert es defineix per la realització de retrats, amb figures vestides o nues, paisatges i bodegons, seguint aquestes característiques i fetes amb una gran sensibilitat i regularitat al llarg de la seva vida. D'entre les obres d'aquest període de maduresa destaca el Descans, pel que va obtenir el Premi Nonell l'any 1934.
Dins un mateix estil però, al final de la seva vida, Humbert fa una major utilització de les tonalitats grises, i tot i que deixa de banda la paleta cromàtica més alegre, les seves obres no resulten fosques sinó que mantenen la gran lluminositat característica de l'artista.

### Influències
Les influències d'altres artistes en l'obra de Manuel Humbert queden condicionades a les dues ciutats on resideix principalment l'autor, Barcelona i París, i a l'àmbit cultural que en elles freqüenta. Això no obstant, al llarg de la seva vida, Humbert ha realitzat diverses estades, no tan dilatades en el temps com les anteriors, en altres ciutats com Madrid, Arenys de Munt o la Costa Blava, on l'artista va tenir l'oportunitat de relacionar-se amb altres artistes i de veure en directe obres d'art que ben segur deixaren petjada en el seu estil.
Manuel Humbert s'introdueix en l'ambient artístic i cultural de la Barcelona del primer quart del segle xx gràcies a la seva col·laboració amb el setmanari Papitu, que inicià el 1908. Altres dibuixants que participaren de la revista contemporàniament a Humbert van ser Nonell, amb qui va tenir una estreta relació, o Ramon Casas, a més del fundador de la mateixa Feliu Elias. En aquest cas, més que influències individuals, Humbert rep una influència col·lectiva derivada de l'estil tan marcat d'aquest tipus de publicacions: dibuixos senzills però molt efectius, sense profunditat ni detalls, on només es mostra allò essencial. A través de la col·laboració amb la revista Picarol, Humbert entra en contacte amb Santiago Segura, qui després promourà algunes de les seves exposicions.
Amb motiu de les seves diverses estades a París, Humbert fa amistat amb un gran nombre d'artistes, tant catalans com d'altres nacionalitats, que a les hores residien en aquella ciutat. És en aquesta ciutat on Manuel Humbert té l'oportunitat de veure en viu obres d'artistes com Cézanne, de qui Humbert sembla agafar la tonalitat, el traç i la manca de profunditat en els paisatges i bodegons, tot i que sense portar-lo a l'extrem com estan fent en aquell moment altres autors. Picasso el va introduir en l'ambient artístic de la ciutat de París acollint-lo i portant-lo al Bateau-Lavoir, on residien un gran nombre d'autors, entre ells Juan Gris. Entre l'obra de Manuel Humbert ens trobem amb alguns dibuixos d'arlequins i té temàtica circense que recorden l'obra de Picasso produïda només uns anys abans. A través dels artistes portuguesos i veïns seus Santa Rita i Souza Cardoso, Humbert va conèixer Amedeo Modigliani, amb qui a més de compartir una forta amistat, compartien la temàtica pictòrica. Tot i que els estils dels dos artistes són marcadament diversos, tant Humbert com Modigliani dediquen una gran part de la seva obra al retrat, habitualment de figures relaxades, en calma, i amb un fort aire melancòlic.

## Premis i reconeixements
1934- Premi Nonell de Pintura per la seva obra Descans